# Апраксін Петро Миколайович
Граф Петро Миколайович Апраксін (1876, Нерві, Італія — 3 лютого 1962, Брюссель, Бельгія) — російський політичний і державний діяч, Таврійський губернатор, глава Російських зборів. Дійсний статський радник, гофмейстер.

## Життєпис
Народився 3 січня 1876 года у Нерві (Італія). Походив із роду спадкових дворян Володимирської губернії Апраксіних. Син колишнього Володимирського губернського предводителя дворянства графа Миколи Апраксіна та Надії Федорівни, уродженої Гейденрейх.
Виховувався в 1-му Московському кадетському корпусі, в 1893 був переведений до Пажеського корпусу. Закінчив його у 1896 році, був переведений з камер-пажів у підпоручики лейб-гвардії 4-го стрілецького Імператорського прізвища батальйону. Командував ротою Його Величності (1897). У 1899 році був відряджений до голодуючих Приволзьких губернії помічником головноуповноваженого Червоного Хреста.
У 1901 році вийшов у запас у чині поручника гвардії і вступив на службу до канцелярії Комітету міністрів. У тому ж році було відряджено на Далекий Схід для з'ясування умов землекористування Амурського та Уссурійського козацьких військ. У 1900—1902 роках був слухачем Санкт-Петербурзького археологічного інституту, в 1902—1903 роках співпрацював у журналі «Російський вісник».
Під час російсько-японської війни перебував уповноваженим від громади Святої Євгенії на Далекому Сході під час облоги Порт-Артура, у битвах під Ляояном і Мукденом, а також уповноваженим Червоного Хреста при 1-му Сибірському корпусі під час бою під Хегуїтаєм. За праці та відзнаки був нагороджений кількома орденами.
Повернувшись із театру військових дій, продовжив службу у канцелярії Комітету міністрів. Потім обіймав посади Воронезького віце-губернатора (1907—1911) та Таврійського губернатора (1911—1913). Про його призначення в Таврійську губернію газета «Ялтинський вісник» писала:
|  | Таврійським губернатором призначається воронезький віце-губернатор, камер-юнкер двору Його Величності граф Петро Миколайович Апраксін. Граф Апраксин закінчив Пажеський корпус і перебуває на службі з 1896 року. Спочатку він служив у військовій службі, а потім у жовтні місяці 1907 переведений по відомству Міністерства внутрішніх справ, з призначенням воронезьким віце-губернатором. Графу Апраксіну немає ще й 40 років. Але, незважаючи на це, він проявив себе досвідченим і діловим адміністратором та доброю чуйною людиною. У Воронежі граф Апраксін користується широкою популярністю. |

Власник торгового «Апраксіна двору» в Санкт-Петербурзі.
За словами Б. Енгельгардта, Апраксін був надзвичайно бажаний тип адміністратора, правого за переконаннями, але мав терпимість до чужих поглядів. Він вважав, що залучення до співпраці у місцевому господарському житті представників радикальних течій не становить небезпеки для державного устрою. Навпаки, він вірив, що участь у спільній роботі породжує в людях почуття відповідальності і стримує крайнощі в поглядах. Становище його у ролі Таврійського губернатора було винятково чільне. Царська сім'я щорічно приїжджала до Криму, і місцевий губернатор природно був у той час у безпосередній близькості до Царя. Ця обставина, очевидно, відіграла відому роль у подальшій кар'єрі Апраксина, колишньої камер-паж Государині Олександри Федорівни отримав призначення перебувати при ній. Хоча у придворних колах він особливими симпатіями не користувався.
У 1913—1917 роках був секретарем-розпорядником імператриці Олександри Федорівни, відаючи канцелярією та придворним церемоніалом, а з 1914 року очолював військові госпіталі та благодійні комітети імператриці. Дослужився до чину дійсного статського радника (1915). Перебував товаришем голови Товариства відродження художньої Русі. 1917 року начальник Заготівельних складів Військового відомства.
Після зречення Миколи II та арешту царської сім'ї ухвалив спочатку рішення залишитися при імператриці в Царському селі, хоча і на нього в цьому випадку також накладався арешт. Але 11 березня 1917 року залишив Олександру Федоровну. У щоденнику княгині Е. А. Наришкіна є запис: «Апраксін більше не може витримати і завтра їде. Він ходив прощатися з імператрицею і сказав, що їй слід розлучитися з Анею Вирубовою». Через роки не всі в еміграції схвалили цей вчинок П. Апраксіна, який не побажав залишитися до останнього з царським подружжям, у якого перебував на службі. Треба врахувати, що у Петербурзі у страшні дні революції у П. Апраксіна була його дружина з п'ятьма малолітніми дітьми.
Обраний членом Помісного собору Православної Російської Церкви 1917—1918 років як мирянин від Московської єпархії, брав участь у 1–2 сесіях, член Комісії з фотографування та опису пошкоджень Кремля, I, II, V, VI, XVIII, XX відділів. У 1919 був членом II відділу і 2-ї комісії Південно-Східного Російського Церковного Собору, кандидат у члени ВВЦУ.
Під час Громадянської війни в Росії перебував при ВРЮР та Російській армії барона Врангеля, в 1920 році обіймав посаду Таврійського губернатора та голови Ялтинської міської думи. Евакуювався із Криму до Константинополя з частинами барона Врангеля.
В еміграції в Югославії, потім переїхав до Бельгії. У 1921 році був членом Головного правління Російської Православної Зарубіжної Церкви та Російського Всезакордонного Церковного Собору. У 1923 році у Брюсселі заснував та очолив Історико-генеалогічне товариство, у 1926 році виступав на ювілейних зборах газети «Новий час». Був делегатом на Російському закордонному з'їзді у Парижі (1926) та членом Другого Всезакордонного Собору РПЦЗ (1938). Брав участь у роботі Російського осередку Франції, був членом Союзу об'єднаних монархістів у Парижі.
З 1929 року був членом комітету з будівництва Храму Святого Йова Багатостраждального в Брюсселі, а в 1945 став головою комітету. Викладав російську літературу в парафіяльній школі. З 1955 року член єпархіальної ради Західноєвропейської єпархії РПЦЗ та Ради Союзу дворян у Парижі, голова відділу Союзу пажів.
Помер 3 лютого 1962 року. Похований на цвинтарі Ixelles у Брюсселі.

## Політична активність
В 1902 вступив до Російських Зборів, в 1905 — був обраний членом Ради РС . На виборах у II Державну думу висувався від Союзу російського народу та Російського зборів за другим розрядом у Санкт-Петербурзі. Але не пройшов. У жовтні 1907 р. у зв'язку з призначенням Воронезьким віце-губернатором вибув зі складу Ради. Жертвував великі суми на діяльність РС, за що він та його дружина були обрані довічними членами РС. У березні 1914 був обраний товаришем голови Російських Зборів і на цій посаді очолював РС до 1916 року.

## Сім'я

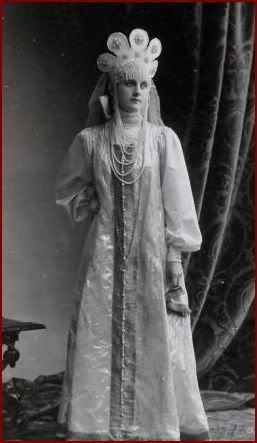
Кн. Єлізавета Барятинська на костюмованому балі 1903 року

Дружина (з 6 квітня 1909 року) — княжна Єлизавета Володимирівна Барятинська (10.10.1882-10.05.1948), фрейліна двору, молодша дочка князя В. Барятинського. Померла у Брюсселі. Діти:
- Микола (1910, Вороніж — 1941, Ленінград[5]), був одружений з Софією Миколаївною фон Бюнтинг (1912—1992), дочкою Н. фон Бюнтинга.
- Надія (1911—2002), в шлюбі Макарова. Хрещеною при її хрещенні була імператриця Олександра Федорівна[6] .
- Володимир (1915—1993), військовий інженер, був одружений з Марією Котляревською[7].
- Марфа.
- Андрій.

## Нагороди
Російські:
- Орден Святого Станіслава 3 ст. (1900);
- Орден Святого Станіслава 2 ст. (1905);
- Орден Святої Анни 2 ст. з мечами (1905);
- Орден Святого Володимира 4 ст. з мечами (1905).
- Медаль «На згадку царювання імператора Олександра III» ;
- Медаль «На згадку коронації Імператора Миколи II»;
- Медаль Червоного Хреста «На згадку про російсько-японську війну 1904—1905 гг.»;
- Медаль «На згадку про 300-річчя царювання будинку Романових» (1913).

Іноземні:
- бухарський Орден Золотої зірки з діамантами (1913).

## Публікації
- Отчет по командировке в Приамурский край летом 1901 г. — СПб., 1902.
- К 25-летию основания Императорского Общества любителей древней письменности // Русский вестник. — 1903. — № 4.
- Исторические заслуги русского духовенства // Русский вестник. — 1903. — № 5 (Кормчий. — 1904. — № 4).
- Последние дни Величко // Московские ведомости. — 1904. — № 6.